# Vaijapur
 (avril 2024).
Vaijapur, est une ville et un conseil municipal du district de Chhatrapati Sambhajinagar dans l'État indien du Maharashtra. Lors du recensement de l'Inde de 2011, sa population s'élève à 41 296 habitants.